# Narwskaja
Narwskaja (ros. На́рвская) – piętnasta stacja linii Kirowsko-Wyborskiej, znajdującego się w Petersburgu systemu metra.

## Charakterystyka
Stacja Narwskaja została dopuszczona do ruchu pasażerskiego 15 listopada 1955 roku i jest to stacja o typie pylonowym. Autorami projektu architektonicznego obecnej postaci stacji są: A. W. Wasiljew (А. В. Васильев), D. S. Goldgor (Д. С. Гольдгор), S. B. Spieranskij (С. Б. Сперанский), O. W. Iwanowa (О. В. Иванова). Stacja znajduje się w pobliżu dawnego placu Narewskiego i Narewskiego Łuku Triumfalnego. Narewskaja jest przykładem typowej architektury okresu stalinowskiego wykorzystywanej w systemie sowieckiego metra. Początkowo miała najprawdopodobniej nazywać się Stalinskaja (Сталинская), lecz z tego pomysłu wycofano się. Jej wystrój miał być hołdem dla socjalizmu, a także w ramach kultu jednostki, dla Józefa Stalina. Nad ruchomymi schodami znajduje się płaskorzeźba „Chwała pracy!”, przedstawiająca Włodzimierza Lenina przemawiającego w Piotrogrodzie do tłumu robotników. W centralnym miejscu znajdowała się też podobizna Józefa Stalina, ale została ona usunięta po 1961 roku, jednak zwolnione przez niego miejsce rzuca się w oczy. Postacie robotników i ludu pracującego znajdujące się na płaskorzeźbie spoglądają bowiem w miejsce, które pozostaje wyraźnie puste.

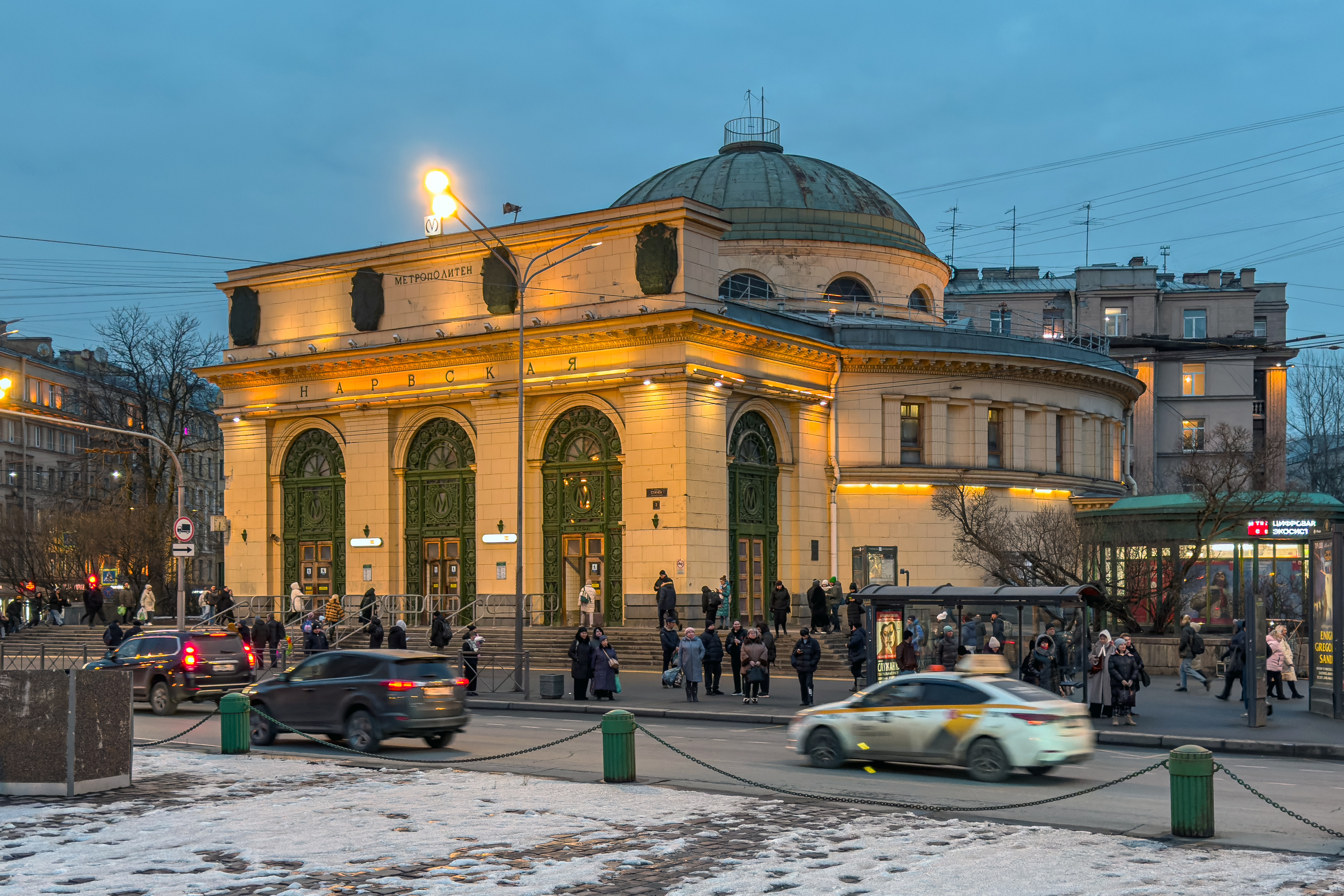
Wejście do stacji.

Wystrój peronów miał oddawać ideały pracy narodów sowieckich. Pylony zdobione są 48 różnymi reliefami związanymi z tym tematem, przedstawiającymi pracujący lud sowiecki, a więc m.in. robotników, żołnierzy, chłopów, kobiety, dzieci. Mieli oni niejako podążać za wodzem, czyli Stalinem. Na ścianach liczba „1955”, przypominająca o roku otwarcia stacji. Na jednej ze ścian znajdowała się także mozaika przedstawiająca Józefa Stalina przemawiającego na XVII zjeździe Wszechzwiązkowej Komunistycznej Partii (bolszewików) w 1934 roku. Po 1961 roku, na fali destalinizacji została ona zasłonięta i zabudowana pomieszczeniami biurowymi. Los tego dzieła pozostaje nieznany, nie wiadomo, czy zdemontowano je i umieszczono w jednym z magazynów, czy też zostało zamurowane lub zniszczone. Ściany wykonane zostały z marmuru, sklepienie jest półkoliste, bogato zdobione. Posadzki wyłożone granitowymi płytami.
Narwskaja położona jest na głębokości 52 metrów. Od 2010 roku planowane jest czasowe zamknięcie stacji w celu przeprowadzenia niezbędnych napraw i wymiany przestarzałych elementów. Przewiduje się, że prace tego typu mogą potrwać około 14 miesięcy. Ruch pociągów na stacji odbywa się od godziny 5:36 do godziny 0:36 i w tym czasie jest ona dostępna dla pasażerów.